# Bill Sienkiewicz
Bill Sienkiewicz   (Blakely, 3 de maig de 1958) és un il·lustrador i dibuixant de còmics estatunidenc: professional des dels dèneu anys, en la dècada del 1980 dibuixà per a Marvel Comics en les sèries Moon Knight, The New Mutants i, junt amb Frank Miller, en la sèrie limitada Elektra: Assassin, per la qual rebé els premis Kirby i Yellow Kid; també ha exercit d'entintador d'altres artistes com Tom Derenick o Neal Adams.
A banda dels còmics, Sienkiewicz ha publicat il·lustracions en revistes com Entertainment Weekly o Spin Magazine i obres com la biografia de Jimi Hendrix Voodoo Child.

## Biografia
Nascut a Pennsilvània de pares polonesos descendents del Premi Nobel de Literatura Henryk Sienkiewicz, la família es traslladà a l'estat de Nova Jersey i Boleslav Felix Robert Sienkiewicz estudià belles arts a l'institut de Newark: els seu primer treball professional, en Marvel, va ser com a dibuixant del personatge Moon Knight, primer en la revista The Hulk i a continuació en la sèrie pròpia del «Cavaller de la Lluna»; en acabant se'n passà a la sèrie derivada dels X-Men, The New Mutants, alhora que feia portades amb tècniques pictòriques per a altres sèries com The Transformers. El 1986 col·laborà amb el guioniste Alan Moore en la novel·la gràfica Brought to Light i amb Frank Miller en Elektra: Assassin; el 1988 tornà a treballar amb Moore en la sèrie Big Numbers —inconclosa— i en realitzà una altra de creació pròpia, Stray Toasters, publicada pel segell Epic Comics.

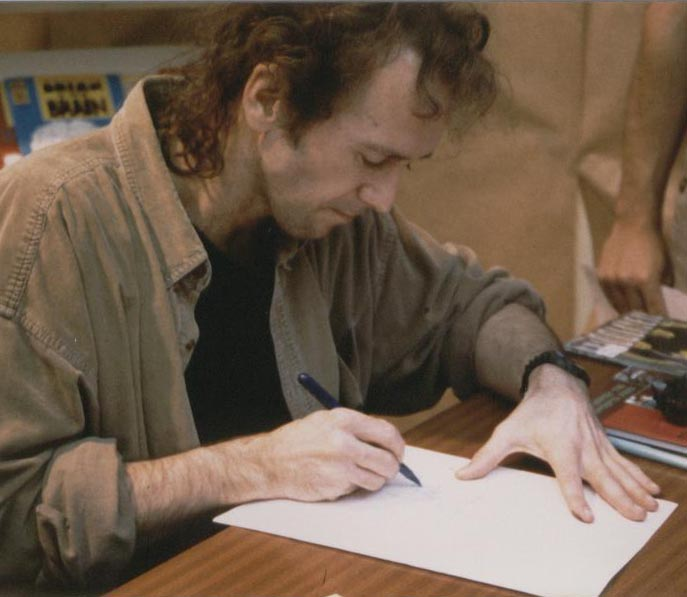
A Xixón, el 1997

Stray Toasters li supongué un gran esforç, ja que fins llavors no s'havia atrevit a encarregar-se de tot el procés (guió i art) d'una sèrie regular: l'obra l'absorbí de tal manera que estigué vivint a l'estudi de dibuix en compte de tornar a casa i quasi no es deixà vore fins que l'acabà:
| « | Treballar en Toasters era com caminar per una corda fluixa que desapareix en el no-res. Està completament deslligada de tot el que alguna cosa o algú faça. És exhilarant i aterridor. Quan treballe amb un guioniste, o entinte el dibuix d'algú altre, és una col·laboració. Quan faç la meua, no hi ha bo ni roín. Ho faç per a mi mateix, intente copsar quelcom inefable, intangible. | » |

El 2007 dibuixà una altra novel·la gràfica, 30 Days of Night: Beyond Barrow.
L'estiu del 2019, durant la San Diego Comic-Con, Sienkiewicz entrà en el panteó del Will Eisner Comics Hall of Fame: el mateix any, tornà a col·laborar amb Claremont en un especial dels New Mutants, amb Kelly Sue de Connick en Parisian White, i Six Foot Press publicà el primer llibre de tres d'una antologia de tota la seua obra fins al moment: intitulat Revolution i prologat per Neil Gaiman, encara que el volum és exhaustiu i presenta peces tant dels còmics com d'altres mitjans, per a Sienkiewicz funciona com una introducció a la seua obra, de la qual el segon llibre comprendria el treball gràfic que feu per als Jocs Olímpics d'Hivern de 2006.